# Série de pièces commémoratives américaines du National Baseball Hall of Fame
La série de pièces commémoratives américaines du National Baseball Hall of Fame est une série commémorative, non circulante, émise par la Monnaie des États-Unis en 2014 et frappée au Monnaies de Denver, de Philadelphie, de San Francisco et de Denver.
Elle est autorisée par la loi publique 112-152 du 3 août 2012 qui demande au Secrétaire au Trésor de frapper des pièces afin de célébrer le 75e anniversaire du temple de la renommée du baseball qui ouvre ses portes le 12 juin 1939 à Cooperstown dans l'État de New York.
La série comprend un pièce de 5 dollars (half eagle) en or, une pièce de 1 dollar en argent et une pièce d'un demi-dollar en alliage cuivre-nickel. Les surtaxes des différentes pièces sont versées au National Baseball Hall of Fame pour l'aider à financer ses activités.
La Monnaie américaine met à cette occasion en circulation une pièce de monnaie unique en son genre. Au lieu d'être plate, elle a la forme d'un bol, avec une surface convexe qui rappelle celle d'une balle de baseball.

## Contexte
Le Temple de la renommée du baseball et son musée sont des institutions éducatives indépendantes à but non lucratif dédiées à favoriser une appréciation du développement historique du baseball. La pièce maîtresse du musée est la galerie historique, où les plaques des plus de 300 membres ornent les murs. Seulement 1 %  de ceux qui ont joué au baseball dans les ligues majeures y ont une plaque,.
Les collections du musée comprennent plus de 40 000 artefacts représentant tous les aspects du jeu. Celles-ci comprennent entre-autres des battes, des balles de baseball et des uniformes. Les archives de l'institution contiennent plus de 130 000 cartes de baseball et trois millions de documents. Depuis son ouverture en 1939, plus de 15 millions de fans l'ont visité pour en apprendre davantage sur l'histoire du sport,.

## Législation
Le projet de loi H.R.2527 est introduit à la Chambre le 14 juillet 2011 par le représentant républicain de l'État de New York, Richard L. Hanna. Il demande au Secrétaire au Trésor de frapper des pièces en reconnaissance et en célébration du Temple de la renommée du baseball. Le projet est approuvé, après débat, le 26 octobre 2001 et envoyé au Sénat le 31 octobre. Après y avoir ajouté un amendement, les sénateurs approuvent le projet et le renvoient à la Chambre pour acceptation le 16 juillet 2012. Cette dernière donne son approbation trois jours plus tard et le projet de loi est présenté au président Barack Obama le 25 juillet. Celui-ci le signe le 3 août 2012 pour en faire la loi publique 112-152.

## Dessins
Pour la première fois de son histoire, la Monnaie des États-Unis émet des pièces qui ne sont de forme plate, mais incurvées. Pour célébrer le 75e anniversaire du Temple de la renommée du baseball, une loi demande à la Monnaie de frapper ces pièces, pour simuler la forme d'une balle de baseball. Bien qu'au départ seules les pièces de 5 dollars en or et celles de 1 dollar en argent doivent avoir cette forme convexe, la Monnaie américaine outrepasse la demande et frappe la pièce d'un demi-dollar de la même manière.
Les trois pièces ont les mêmes dessins. L'avers, créé par Cassie McFarland et gravé par Don Everhart, représente un gant de baseball portant les inscriptions LIBERTY, IN GOD WE TRUST et la date d'émission, 2014. Le revers, réalisé par Don Everhart, représente une balle de baseball portant les inscriptions du pays émetteur UNITED STATES OF AMERICA, la devise latine E PLURIBUS UNUM et la valeur faciale HALF DOLLAR,.

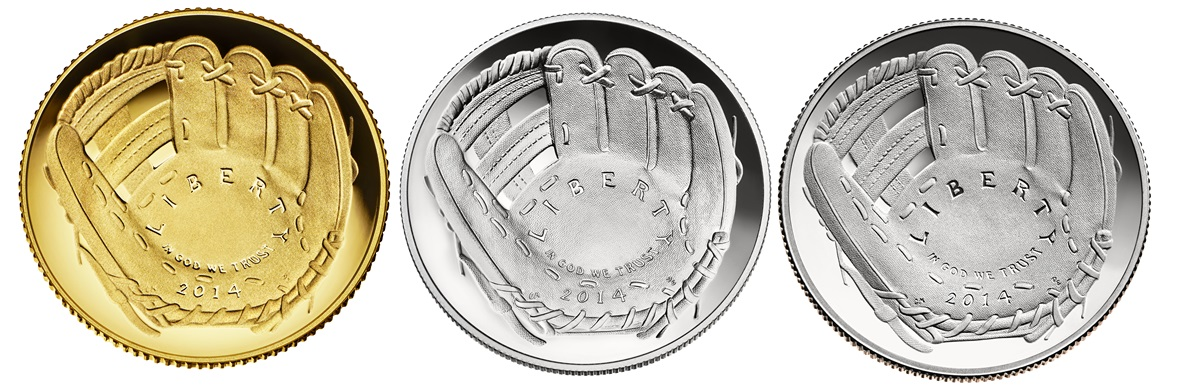
L'avers des trois pièces du Temple de la renommée. De gauche à droite, la pièce de 5 dollars, le dollar et le demi-dollar.

## Production et vente
La loi qui autorise la frappe de la série commémorative permet une émission maximale de 50 000 pièces de 5 dollars en or, 400 000 pièces de 1 dollar en argent et 750 000 pièces d'un demi-dollar en alliage cuivre-nickel. Les demi-dollars sont frappés à la Monnaie de Denver en condition brillant universel tandis que celle de San Francisco émet la finition belle épreuve. La Monnaie de Philadelphie prend en charge les deux versions du dollar tandis que les deux finitions du half eagle sortent de celle de West Point.
La série est disponible à la vente à partir du 27 mars 2014. Un total de 50 104 half eagles sont vendus — 32 427 belle épreuve au prix d'introduction de 436,90 $ et 17,677 brillant universel à 431,90 $. Le dollar s'écoule au nombre de 399 942 pièces, presque la quantité totale autorisée, dont 268 007 en belle épreuve à 51,95 $ et 131 935 en brillant universel à 47,95 $. Le prix de ces pièces augmente de 5 dollars à partir du 29 avril. Le nombre de demi-dollars vendus atteint 434 846 unités dont 257 607 belle épreuve vendus au prix de départ de 19,95 $ et 177 239 brillant universel à 18,95 $. L'augmentation du prix, à la même date, est de 4 dollars pour les deux versions,.
Les profits tirés de la vente de la série sont versés au National Baseball Hall of Fame afin de l'aider dans ses opérations.